# Mesrine (groupe)
Pour les articles homonymes, voir Mesrine.
Mesrine est un groupe canadien de grindcore, fondé en 1997 à Québec, au Québec.  

## Biographie
Mesrine est formé en été 1997 à Québec, au Québec,. La formation originale comprend Fred (guitare), Dan (batterie) et Christian (basse/chant). En 1998, Christian quitte le groupe, qui est remplacé par Felix Théberge qui quitte à son tour le groupe en novembre 1998. Le groupe enregiustre une démo quatre pistes avec Dan au chant. 
Le premier album studio de Mesrine s'intitule Going to the Morgue, et est sorti en 2001.  La majorité des titres font références à des personnages tristement célèbres pour des tueries par exemple.  Les 18 premières pièces de l'album sont enregistrées au studio Sonum à Québec en septembre 2000 tandis que les quatre dernières pièces sont en bonus (elles devaient se retrouver sur un split EP) et sont enregistrées avec un enregistreur quatre pistes en mai 1998.  Le groupe pour cet album est composé de Dan, Fred et Kevin ainsi que Seb (de Dahmer) en tant qu'invité excepté pour les quatre pièces en bonus qui sont de Dan et Fred seulement. Une version LP est apparue via Sonic Deadline en 2009.
Pour leur deuxième album, I Choose Murder, Mesrine font encore référence à des personnages tristement célèbres de l'histoire. Celui-ci est sorti le 15 août 2005 et contient 20 pièces qui ont été enregistrées au studio Jack à Montréal en décembre 2004 et en janvier 2005.  Le groupe est composé de Dan (drum), Fred (Guitar), Jack (bass) et Steve (voix).
Le troisième album de Mesrine, Unidentified, a le même thème principal que ses prédécesseurs soit le macabre.  Les premiers 500 albums avait un disque bonus comportant 21 pièces enregistrées live. L'album Unidentified contient 16 pièces et est sorti le 17 juin 2007 avec l'étiquette Power-it-Up.  Cet album est réédité par Rescued From Live Records sous forme vinyle. Le quatrième album, intitulé, Obsessive Compulsive, est paru en format CD au printemps 2010 sur l'étiquette canadienne Profusion. Il contient 41 pièces originales qui sont enregistrées par Jack (bassiste de Mesrine) au local du groupe (sauf pour la batterie qui a été enregistré en studio) entre novembre 2009 et janvier 2010 et présente des compositions plutôt courtes ainsi qu'une qualité supérieure aux albums précédents.

## Splits
- Rot/Mesrine (1999, 7") avec Rot (Brésil).  Le côté de Mesrine s'intitule « Vie de crime » et est constitué de quatre pièces.
- Traumatism / Mesrine / Nyctophobic (2000, CD) avec Traumatism et Nyctophobic.  La portion de Mesrine contient huit pièces qui ont été enregistrées le 2 mai 1999 et mixé le 7 mai 1999 au studio Sonum.
- Dahmer / Mesrine (2001, 7") avec Dahmer (Canada).  Il contient quatre pièces de Mesrine.
- Mesrine / Irritate (2002, 7") avec Irritate (Finlande).  Il contient quatre pièces de Mesrine.
- Andrew Cunanan (2002, 7") avec Noisecore Freak.  Il contient deux pièces de Mesrine enregistrées en juillet 2001 au studio Sonum.
- Le Tueur de L'est Parisien (2002, 7") avec le groupe français Glaucoma.  Il contient trois pièces de Mesrine enregistrées en juillet 2001 au studio Sonum.
- Extermination of Mankind (2003, 7") avec Neuro-Visceral Exhumation.  Il contient quatre pièces de Mesrine.
- Mesrine / Krush (2003, 7") avec Krush (Canada).  Il contient quatre pièces de Mesrine.  400 disques vinyles noirs ont été produits ainsi que 103 de couleur claire.
- Mesrine / Septicémie (2004, 7") avec Septicémie (Canada).  Il contient quatre pièces de Mesrine. 1000 copies numérotées à la main ont été produites.
- Die toten Tage kommen... ...sooner than later  (2004, CD et 12") avec le groupe allemand Depression.  Il contient douze pièces de Mesrine.
- Mesrine / Needful Things (2005, picture 7") avec Needful Things (Rep. Tchèque).  Il contient trois pièces de Mesrine.
- Mesrine / Archagathus (2006, 7") avec Archagathus.  Il contient quatre pièces de Mesrine.  Seulement 400 copies ont été produites sur des vinyles gris.
- Rebelion Disidente / Mesrine (2006, CD-EP) avec Rebelion Disidente.  Il contient deux pièces de Mesrine.
- BadTrippe / Mesrine (2006, CD) avec BadTrippe (Canada).  Il contient douze pièces de Mesrine, qui sont toutes des reprises (Agathocles, Drop Dead, Slayer et plus).
- Epitome / Mesrine (2006, 7") avec le groupe polonais Epitome.  Il contient trois pièces de Mesrine.  L'album a été enregistré au studio Jack en avril 2005.
- Fuck The Facts / Mesrine (2006, 7") avec Fuck The Facts (Canada).  Il contient trois pièces de Mesrine enregistrées en 2004.
- Human Grind Gargouillement (2008, cassette) avec Violent Gorge, Büfo et Death Toll 80k.  Il contient deux pièces de Mesrine enregistrées sur scène à Timmins, Canada le 9 juin 2007
- Deeper & Darker / Era Idiots (2008, 7") avec Abortion.  Il contient trois pièces de Mesrine.  Seulement 500 copies numérotées à la main ont été produites.
- Crushed Pieces (2008, CD) avec les groupes Français Roger Moore et Trepan'Dead.  Il contient 8 pièces de Mesrine enregistrées sur scène à Timmins, Canada le 9 juin 2007
- Mesrine / Pretty Little Flower (2008, 7") avec Pretty Little Flower.  Il contient quatre pièces de Mesrine.
- Mesrine / Iron Butter (2009, 7") avec Iron Butter.  Il contient des pièces de Mesrine enregistrées en 2002, mais qui n'ont jamais été sorties auparavant.

### Démo et EP
- Débile mental (1998)
- Shot To Death (2002)

### Compilation
- Jack Is Dead (1999-2004).  Cette compilation dont le titre et la pochette font référence au criminel Français Jacques "Jack" Mesrine, comporte 50 pièces dont trois enregistrées en 2004 qui n'avaient jamais été sorties.  Les autres pièces proviennent des premiers split EP du groupe, pour la plupart épuisés.